# Зофювка (Белхатовський повіт)
Зофювка (пол. Zofiówka) — село в Польщі, у гміні Дружбиці Белхатовського повіту Лодзинського воєводства.
У 1975-1998 роках село належало до Пйотрковського воєводства.